# Economía de África
La economía de África se basa en el comercio, la industria y los recursos naturales. Para el 2019, aproximadamente 1320 millones de personas habitaban en 55 países diferentes. África es uno de los continentes más pobres y peor gestionados. Aunque algunas regiones han mejorado en los últimos años, de los 175 países estudiados en el Informe sobre Desarrollo Humano de las Naciones Unidas en 2003, 25 países africanos se encuentran en el ranking de aquellos con peor índice de desarrollo humano.

## Historia
Durante milenios, la economía de África ha sido diversa, impulsada por extensas rutas comerciales que se desarrollaron entre ciudades y reinos. Algunas rutas comerciales eran por tierra, algunas implicaban navegar por ríos y otras se desarrollaban alrededor de ciudades portuarias. Los grandes imperios africanos se enriquecieron debido a sus redes comerciales, por ejemplo, el Antiguo Egipto, Nubia, Malí, Ashanti, el Imperio Oyo y la Antigua Cartago. Algunas partes de África tenían estrechas relaciones comerciales con los reinos árabes, y en la época del Imperio Otomano, los africanos ya habían comenzado a convertirse al Islam. Este desarrollo, junto con el potencial económico para encontrar una ruta comercial hacia el Océano Índico, llevó a los portugueses al África subsahariana como una fuerza imperial. Los intereses coloniales crearon nuevas industrias para alimentar los apetitos europeos por bienes como el aceite de palma, el caucho, el algodón, los metales preciosos, las especias, los cultivos comerciales y otros bienes, e integraron especialmente las áreas costeras con la economía atlántica.

## Condiciones actuales
Desde los años 2000, año tras año, ha habido muchos intentos infructuosos de mejorar economías a escala nacional en diferentes países, de hecho, los datos más recientes sugieren mejoras en algunas partes del continente que experimentan un crecimiento por encima de la media. Según el banco mundial, los países subsaharianos han crecido a tasas parecidas a la media mundial.
Las economías que más rápido han crecido han sido las de Mauritania con un crecimiento del 19,8%, Angola con un 17,6%, Sudán con un 9,6%, Mozambique con un 7,9% y Malaui con un 7,8%. Muchas agencias internacionales están confirmando su interés en estas nuevas y emergentes economías, especialmente en un momento de crisis financiera mundial como la crisis financiera del 2008. en donde 5 millones de sus 13 millones de personas necesitaron ayuda alimentaria de emergencia.
A principios de 2021, el Banco Europeo de Inversiones, con la ayuda de Making Finance Work for Africa Partnership (MFW4A), encuestó a 78 bancos en África subsahariana para el estudio EIB Banking in Africa. Los bancos que participaron controlan casi el 30% de los activos del continente. Casi dos tercios de los bancos encuestados endurecieron las normas de préstamo, pero más del 80 % amplió su uso de reestructuraciones o moratorias de préstamos. A pocos bancos se les exigió modificar sus niveles de empleados, mientras que algo menos de un tercio ajustó sus precios. Aproximadamente la mitad de los bancos que respondieron tenían garantías de empleados, la mayoría de las cuales provenían del banco central, el gobierno o una institución financiera internacional.
Los paquetes de estímulo fiscal en los países africanos hasta mediados de 2020 ascendieron a aproximadamente el 1-2 % del PIB, y el estímulo monetario ascendió a alrededor del 2 % del PIB. Esto está cerca del promedio mundial del FMI para las naciones en desarrollo de bajos ingresos, que es de alrededor del 2% del PIB de 2020 durante un período de un año desde el comienzo de la pandemia de COVID-19. Al mismo tiempo, los mercados en desarrollo adoptaron un paquete por valor de alrededor del 4 % del PIB, mientras que los países desarrollados ejecutaron un paquete por valor de aproximadamente el 16 % del PIB. Mientras las naciones africanas luchaban por abordar las repercusiones económicas y de salud de la pandemia, el déficit fiscal promedio en toda África aumentó del 5 % del PIB en 2019 a más del 8 % en 2020. Debido a la falta de margen fiscal, el déficit resultó en un aumento de los préstamos, que para los países africanos resulta más difícil de pagar en comparación a otras economías desarrolladas.
Los países del norte y sur de África han tomado la mayor cantidad de medidas para abordar la crisis del sector financiero resultante de la pandemia, con un promedio de 14 medidas por país.  La medida más utilizada ha sido modificar el tratamiento de la morosidad mediante la reducción de los requisitos de provisiones. Para ayudar a los bancos a superar la crisis de la COVID-19, las autoridades limitaron los dividendos u otros usos de las ganancias, permitieron la liberación temporal de reservas de capital, relajaron los requisitos de capital o liquidez o realizaron otros ajustes temporales a las normas prudenciales.

### Intercambio económico
El African Economic Outlook destaca el hecho de que el comercio entre África y China se ha multiplicado por 10 desde 2001, con un montante de 7.000 millones de euros (alrededor de 10.000 millones de dólares) en 2008. Las economías de China e India han crecido rápidamente, mientras Latinoamérica ha experimentado un crecimiento moderado, obteniendo millones por encima de la mera supervivencia. En contraste, en la mayor parte de África la economía se ha estancado e incluso decrementado en términos de comercio exterior, inversiones, renta per cápita y otros valores de crecimiento económico.

### Emprendimiento
El emprendimiento es clave para el crecimiento. Los gobiernos deberán garantizar entornos normativos favorables a las empresas para ayudar a fomentar la innovación. En 2019, la financiación inicial de capital de riesgo creció a 1.300 millones de dólares, aumentando rápidamente. Las causas aún no están claras, pero la educación es ciertamente un factor importante.

## Variantes económicas y datos actuales
| >200 100–200 50–100 20–50 | 10–20 5–10 1–5 <1 |

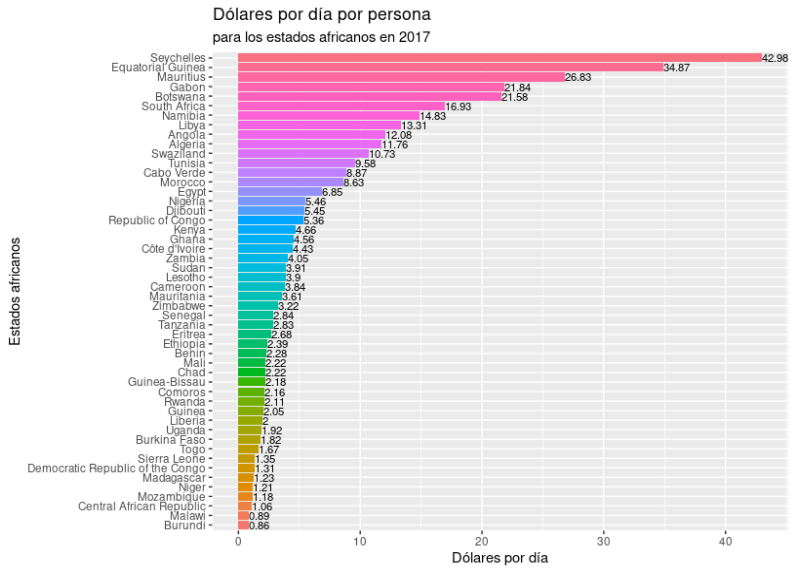
[https://www.imf.org/external/pubs/ft/weo/2018/01/weodata/weorept.aspx?pr.x=36&pr.y=17&sy=2016&ey=2017&scsm=1&ssd=1&sort=country&ds=.&br=1&c=&s=NGDPDPC&grp=0&a#download Ingreso en dólares diarios per cápita (IMF 2017)

PIB nominal en miles de millones de dólares de los países en 2020.

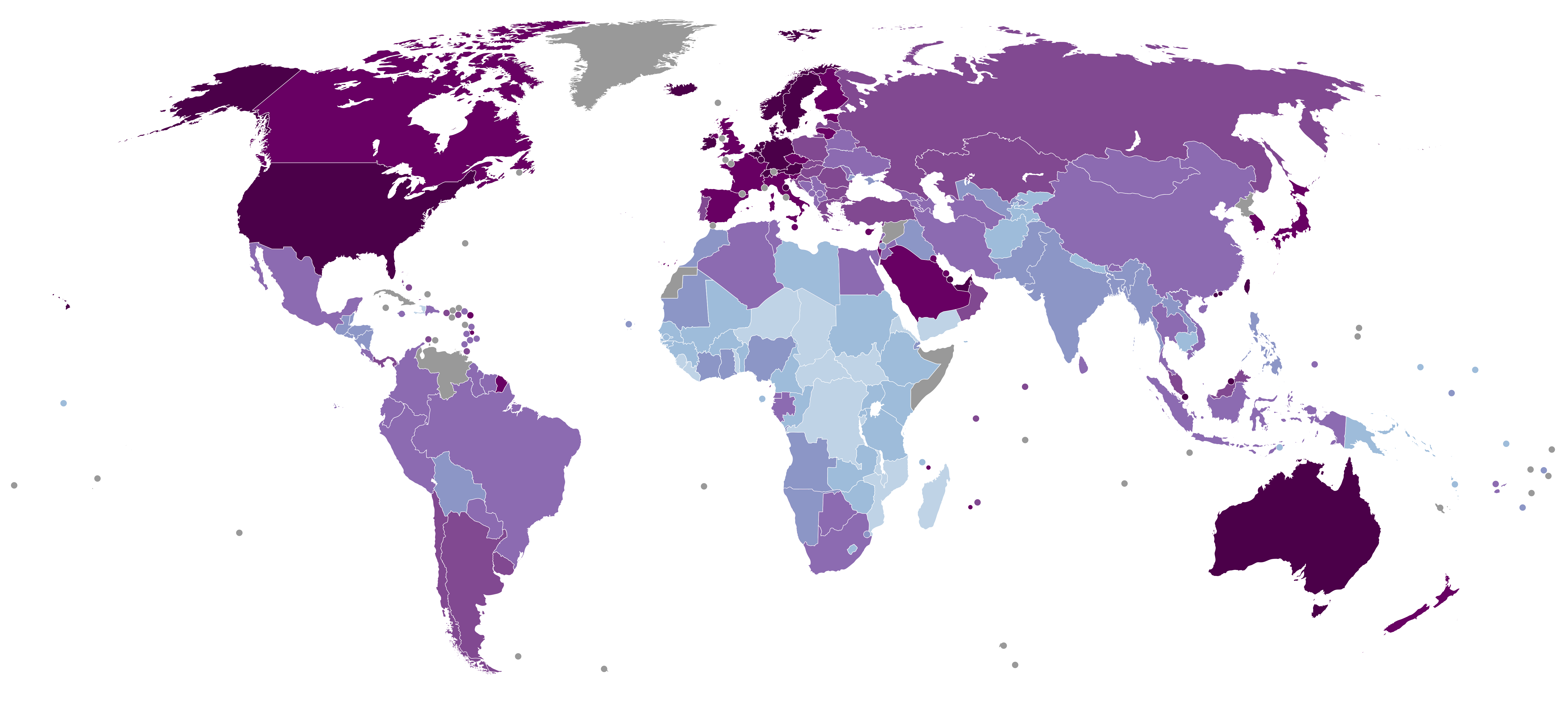
PIB per cápita en el 2020 por país

Después de un repunte inicial de la crisis económica mundial de 2009, la economía de África se vio socavada en el año 2011 por las protestas en los países árabes. El crecimiento del continente retrocedió del 5 % en 2010 al 3,4 % en 2011. Con la recuperación de las economías del norte de África y la mejora sostenida en otras regiones, el crecimiento en todo el continente se aceleró al 4,5 % en 2012 y al 4,8 % en 2013. Los problemas a corto plazo para la economía mundial continuaron mientras Europa se enfrentaba a su crisis de deuda. Los precios de los productos básicos, cruciales para África, han disminuido desde su nivel máximo debido a una demanda más débil y una mayor oferta, y algunos podrían caer aún más. Para el 2012 se esperaba que los precios se mantuvieran en niveles favorables para el exportador africano.

### Regiones
La actividad económica se ha recuperado en toda África. Sin embargo, el ritmo de recuperación fue desigual entre grupos de países y subregiones. En general, los países exportadores de petróleo se expandieron con más fuerza que los países importadores de petróleo. África Occidental y África Oriental fueron las dos subregiones con mejores resultados en 2010.
El comercio intraafricano se ha visto frenado por las políticas proteccionistas entre países y regiones, y sigue siendo bajo, con un 17 %, en comparación con Europa, donde el comercio intrarregional se encuentra en un 69 %. A pesar de ello, el comercio entre países pertenecientes al Mercado Común de África Oriental y Meridional (COMESA), una región económica particularmente fuerte, se multiplicó por seis en la última década hasta 2012. Ghana y Kenia, por ejemplo, han desarrollado mercados dentro de la región para materiales de construcción, maquinaria y productos terminados, muy diferentes de los productos mineros y agrícolas que constituyen la mayor parte de sus exportaciones internacionales.
Los Ministros de Comercio africanos acordaron en 2010 crear una Zona de Libre Comercio Panafricana. Esto reduciría los aranceles de los países sobre las importaciones y aumentaría el comercio intraafricano, y se espera que ayude en la diversificación de la economía en general.

## Causas y consecuencia de los problemas en el desarrollo económico
El fracaso económico africano ha sido extensamente  debatido tanto en África como en el exterior. Se ha intentado muchas veces resolver la pobreza, pero muy  pocas veces esos intentos han tenido algún grado sustancial de éxito. Algunos impedimentos barajados han sido la Corrupción en determinados países, las ayudas externas y el fracaso del socialismo africano.
La pobreza ha repercutido sobre casi todos los demás campos, lo que incluye la disminución de la esperanza de vida, el incremento de la violencia y el aumento de la inestabilidad, que perpetúan los problemas de crecimiento del continente.

### Infraestructura
Según los investigadores del Overseas Development Institute, la falta de infraestructura en muchos países en desarrollo representa una de las limitaciones más significativas para el crecimiento económico y el logro de los Objetivos de Desarrollo del Milenio (ODM). Las inversiones en infraestructura y el mantenimiento pueden ser muy costosos, especialmente en áreas como los países africanos sin salida al mar, rurales y escasamente poblados.
Se ha argumentado que las inversiones en infraestructura contribuyeron a más de la mitad de la mejora del desempeño del crecimiento de África entre 1990 y 2005 y que se necesita una mayor inversión para mantener el crecimiento y abordar la pobreza. El rendimiento de la inversión en infraestructura resulta muy significativo, con un rendimiento promedio del 30% al 40% para las inversiones en telecomunicaciones (TIC), más del 40% para la generación de electricidad y el 80% para las carreteras.

### Tráfico de divisas
En febrero de 2024, a raíz de un tráfico a gran escala de dispositivos monetarios, la Unión Monetaria de África Occidental (UEMOA) y la Comunidad Económica y Monetaria de África Central (CEMAC), responsables de la gestión monetaria de la zona del franco CFA, y el Banco de Francia, productor de monedas en francos CFA, quieren dotar a las monedas en francos CFA de una nueva aleación que garantice la seguridad del circuito monetario de la zona del franco CFA. Según el Grupo Internacional de Estudios del Cobre (ICSG), el metal utilizado para fabricar las monedas en francos CFA es apreciado por su valor de mercado. La Comunidad Económica y Monetaria de África Central abrió las primeras investigaciones en 2019, tras constatar la desaparición de los primeros dispositivos monetarios en francos CFA en el seno de la organización.

## Tratados comerciales continentales
En diciembre de 2015, 26 países de África Oriental y del Sur firmaron un tratado de libre comercio conocido como La Zona Tripartita, durante una cumbre en Egipto.

## Uniones aduaneras
La Unión Aduanera de África Austral o SACU (acrónimo del inglés Southern African Customs Union) es una unión aduanera que aglutina a 5 países de África Austral, los cuales son Botsuana, Lesoto, Namibia, Sudáfrica y Suazilandia.
La Comunidad Económica de Estados de África Occidental (CEDEAO/ECOWAS por sus siglas en francés e inglés) es un grupo regional de quince países de África Occidental. Fundada el 28 de mayo de 1975 con la firma del Tratado de Lagos, su misión es promover la integración económica de la región.